# 이토 다쿠야 (1976년)
이토 다쿠야(일본어: 伊藤 卓弥, 1976년 12월 30일 ~ )는 일본의 전 축구 선수다.

## 구단 경력
1995년 J1리그의 요코하마 마리노스에 입단했다. 1995년에 J1리그 우승을 차지했다. 1998년 세레소 오사카로 이적했다. 1999년후 현역 은퇴.

## 국가대표팀 경력
그는 1993년 FIFA U-17 세계 축구 선수권 대회에 참가할 일본 U-17 국가대표팀에 선발되었으나 경기에 출전하지는 못하였다.